# اس‌اس فردریکبرگ (۱۹۵۸)
اس‌اس فردریکبرگ (۱۹۵۸) (به انگلیسی: SS Fredericksburg (1958)) یک کشتی بود که طول آن ۶۵۱ فوت ۷ اینچ (۱۹۸٫۶۰ متر) بود. این کشتی در سال ۱۹۵۸ ساخته شد.